# بلیر منور (آریزونا)
بلیر منور (به انگلیسی: Belaire Manor) یک منطقهٔ مسکونی در ایالات متحده آمریکا است که در آریزونا واقع شده‌است. بلیر منور ۳۴۶ متر بالاتر از سطح دریا واقع شده‌است.